# Мазури

Мазури у складі Східної Пруссії

Мазу́ри (пол. Mazurzy, нім. Masuren) — мешканці південної частини Східної Пруссії, нащадки мазовшан.

## Історія
У середньовіччя мешканців північної Мазовії називали мазурами. Між XIV і XVII ст. частина польських поселенців з цих країв емігрувала на південь земель хрестоносців, пізніше — Прусське герцогство та Прусське королівство. Раніше це були землі балтів завойовані хрестоносцями. Втім германські землі були не єдиними територіями розповсюдження, певна частка етнографічної групи емігрувала на Схід, до України, зокрема до Полтави.
Через наплив мазовшан в південну частину Мазурського поозер'я місцевість отримала назву «мазури». Опісля секуляризації ордену під час реформації, як і більшість населення герцогства, вони навернулися в лютеранство, а сусідні мазовшани та вармяки залишилися католиками. Регіон став частиною Пруссії від 1701 року, а в 1871 році увійшов до складу Німецької імперії.
У першій половині XX століття мазури відокремлювали себе від решти поляків, зокрема під час Вармінсько-Мазурського плебісциту, коли переважна частина мазурів Східної Пруссії висловилися проти приєднання до Польщі.
1945-го, під час наступу радянських військ, частина мазурів подалися до ФРН. Після закінчення II СВ ті з них, що лишилися в НДР, були визнані «німцями» і, відповідно до підсумків Потсдамської конференції, депортовані до Німеччини.

## Цікаві факти
- Популярна мазурка, відома як «польський» національний танець, завдячує своїй появі саме мазурам